# ريتا (اسم)
ريتا (بالإنجليزية: Rita)‏ هو اسم علم شخصي مؤنث من أصل إيطالي، يعتبر هذا الاسم مقدس عند المسيحيين الكاثوليك نسبةً للقديسة ريتا، وهو مختصر من اسم مارغريتا والذي معناه اللؤلؤة.

## الشخصيات
- ريتا أميرة أرمنية.
- ريتا قديسة إيطالية.
- ريتا ماي براون كاتبة وناشطة نسوية أمريكية.
- ريتا هيوارث ممثلة أمريكية.
- ريتا ليفي مونتالشيني فيزيائية إيطالية.
- ريتا مارلي مغنية جمايكية وزوجة بوب مارلي.
- ريتا أورا مغنية كوسوفية بريطانية.
- ريتا زوسموت سياسية ألمانية.
- ريتا ويلسون ممثلة أمريكية.
- ريتا فيردونك سياسية هولندية.
- ريتا خوري كاتبة ومذيعة لبنانية.
- ريتا إيمونن مصممة أزياء فنلندية.
- ريتا برصونا ممثلة لبنانية.
- ريتا حايك ممثلة لبنانية.
- ريتا فالتويانو ممثلة إباحية مجرية.
- ريتا لمع عارضة أزياء لبنانية.

### شخصيات خيالية
- ريتا سكيتر إحدى شخصيات هاري بوتر.